# Стево Ј. Опачић
Стево Јандрије Опачић (Биовичино Село, код Книна, 15. октобар 1921 — Загреб, 14. септембар 2005) био је учесник Народноослободилачке борбе, пуковник ЈНА, друштвено-политички радник Социјалистичке Републике Хрватске и народни херој Југославије.

## Биографија
Рођен је 15. октобра 1921. године у Биовичином Селу, код Книна, у сиромашној сељачкој српској породици. Основну школу завршио је у родном селу. Са четрнаест година напустио је село и кренуо у потрагу за послом. Године 1938. стигао је у Београд и постао грађевински радник. Ту се укључио у раднички покрет.
Након капитулације Југославије, априла 1941. године, Стево је учествовао у прикупљању оружја. Крајем јула 1941. године, био је један од устаника који су напали усташе у Ервенику, Мокром Пољу и Обровачкој Крупи. Средином октобра 1941. године, ступио је у илегалну буковичку партизанску групу, коју је предводио учитељ Јово Мартић. Тих дана је примљен у Савез комунистичке омладине Југославије (СКОЈ).
Почетком 1942. године био је борац у батаљону „Буде Борјан“, учествујући у борбама против Италијана у Нунићу, Оклају, Вујасиновићима и у јужној Лици. Формирањем Друге далматинске бригаде, Стево је прво у њој био курир, а касније десетар у Другој чети Трећег батаљона. У борбама против усташа и четника за ослобођење Кијева и на Стипићевим кошарама, код Ливна са десетином је постигао знатне успехе, те је због показане храбрости и извршавања задатака, Стевино одељење добило назив „Гром десетина“.
У јеку Четврте непријатељске офанзиве, Друга далматинска бригада добила је задатак да у Јабланици преко срушеног моста пређе реку и на њеној левој обали, на којој су се утврдили четници, образује мостобран за прихват осталих јединица. У претходницу је био одређен Трећи батаљон под командом Бруна Вулетића, а као први добровољац за прелаз преко порушеног моста јавио се Стево Опачић. У ноћи 6./7. марта, Стево Опачић, а за њим Мирко Катић, Марко Бергер, Станко Скрачић, Крешо Грубелић, Мила Милошевић, Силвестар Антић, Марин Шево, Раде Грнић, Вицко Ружић, Гојко Шчербо, Никола Полић и Винко Зулин-Милан, полако су се пењали и пролазили кроз преграде срушеног моста на Неретви. Четници су запуцали на десетину, при чему је био погођен Станко Скрачић, који је пао у реку, док је Мила Милошевић остала рањена. Стево је први дошао до краја моста, бацио две бомбе и напао четнички бункер, у којем је запленио тешки митраљез. Четници су се повукли под нападом десетине, а затим су преко моста кренули и борци Друге чете и остатак Трећег батаљона. После овог подухвата, Стево је био примљен за члана Комунистичке партије Југославије (КПЈ) и постављен за заменика командира Друге чете Трећег батаљона.
У току битке на Сутјесци, од 5. до 9. јуна 1943. године, Стево је учествовао у борбама Друге далматинске бригаде на Горњим и Доњим Барама против надмоћнијих немачких снага, које су хтеле да продру у долину Сутјеске и спрече пробој дивизија НОВЈ и Врховног штаба. Последњег дана борбе, Стево је био тешко рањен, али није напустио положај. Издржао је с борцима до краја и повукао се тек кад је добио наређење.
У јуну 1944. године, Стево је из Црне Горе упућен у Осми далматински корпус и постављен за команданта батаљона у Четрнаестој бригади Деветнаесте дивизије. Истакао се у многим борбама у Далмацији, а затим и у завршним операцијама за ослобођење Лике и Истре.

### Послератни период
После рата, био је на разним дужностима у Југословенској народној армији (ЈНА) и завршио је Вишу војну академију ЈНА. У чину пуковника преведен је у резерву и од тада је био активни друштвено-политички радник. Био је председник Међуопштинског одбора Савеза резервних војних старешина за Далмацију, члан Међуопштинске конференције Социјалистичког савеза радног народа за Далмацију, потпредседник Савезног одбора РВС Југославије и остало.
Умро је 14. септембра 2005. године у Загребу. Сахрањен је на загребачком гробљу Мирогој.
Носилац је Партизанске споменице 1941. и осталих југословенских одликовања, међу којима су — два Ордена за храброст, Орден заслуга за народ са сребрним зрацима, Орден брастства и јединства са сребрним венцем и Орден партизанске звезде са пушкама. Од иностраних одликовања, истиче се пољски Партизански крст. Орденом народног хероја одликован је 20. децембра 1951. године.